# 1854 год в театре
1854 год в театре

## Премьеры
- Драма «Каланус» датского драматурга Ф. Палудана-Мюллера.
- «3ять г-на Пуарье» Э. Ожье и «Фламинио» Жорж Санд в театре «Жимназ» (Париж).
- «Властительница» Мануэля Тамайо-и-Бауса и С. А. Фернандеса-Герра (труппа X. Архоны и Т. Ламадрид).

## Премьеры в России
- 6 февраля — «Бедность не порок» в Малом театре[1] (постановка при участии Островского; (Гордей Торцов — Степанов, Пелагея Егоровна — Орлова-Синепкая, Любовь Гордеевна — Воронова, Любим Торцов — П. М. Садовский, Коршунов — М. С. Щепкин, Митя — Самарин, Гуслин — Калиновский, Разлюляев — С. Васильев, Анна Ивановна — Никулина-Косицкая, Арина — Акимова).
- 9 сентября — «Бедность не порок» в Александрийском театре (бенефис режиссёра Яблочкина; Гордей Торцов — Григорьев 2-й, Пелагея Егоровна — Линская, Любовь Гордеевна — Читау, Любим Торцов — В. В. Самойлов, Коршунов — Мартынов, Митя — Бурдин, Гуслин — Калиновский, Разлюляев — Марковецкий, Анна Ивановна — Оплова, Арина — Громова).
- Комедия-водевиль «Окопировался» И. И. Лажечникова в Малом и Александринском театре.
- «Сервилия» Л. А. Мея.
- 15 декабря — «Не так живи, как хочется» А. Н. Островского в Малом театре[1].
- «Ветеран и новобранец» А. Ф. Писемского.
- «Станционный смотритель» по А. С. Пушкину в Александринском театре (в роли Вырина — В. В. Самойлов).

## Знаменательные события
- В Лондоне основан театр (мюзик-холл) «Альгамбра».
- Официальное установление монополии императорских театров в Москве и Санкт-Петербурге.
- Труппа Д. Д. Жураховского во главе с актёром И. Дрейсигом выступает в Севастополе во время обороны города 1854-55 годов.
- «Разбитый кувшин» Г. фон Клейста в «Бургтеатре» (в роли судьи Адама — К. Ларош).
- В Самаре сгорел особняк купца Лебедева, где выступала первая городская профессиональная труппа — антреприза Е. Стрелкова.
- Французский композитор Ф. Эрве создал в Париже театр оперетт-буффонад «Фоли консертант» (впоследствии — театр «Фоли нувель»).

## Родились
- 5 января — французский историк театра Эжен Лентилак.
- 13 (25) января 1854 — русский театровед Пётр Осипович Морозов.
- 11 февраля — немецкий театральный деятель Рафаэль Лёвенфельд.
- 16 марта — Макс Буркгардт, австрийский драматург.
- 30 марта (11 апреля) 1854 — русская актриса Мария Гавриловна Савина.
- 2 мая — венгерский театровед Антал Варади.
- 10 июня — французский писатель и драматург Франсуа де Кюрель.
- 16 июня — австрийский актёр и режиссёр Гуго Тимиг.
- 14 июля — австрийский театральный деятель Макс Буркхард.
- 29 июля — нидерландская актриса Эстер де Бур Ван Рейк.
- 16 октября — Оскар Уайльд, ирландский поэт и драматург.
- 7 ноября — сербский актёр и режиссёр Миша Димитриевич.
- 22 ноября (4 декабря) 1854 — грузинский актёр В. А. Абашидзе.
- 11 (23) декабря 1854 — русская актриса Вера Сергеевна Попова.
- 24 декабря — румынская актриса Аристцца Романеску.
- португальский драматург Абел Ботелью.
- азербайджанский театральный деятель Наджафбек Фатали бей оглы Везиров.
- венецианский актёр Ф. Бенини.
- русский советский актёр и режиссёр Людвиг Казимирович Людвигов.
- русский писатель-сатирик и драматург Мясницкий.
- английская актриса Флоренс Терри, сестра Э. Терри.

## Скончались
- 23 января — австрийский актёр Максимилиан Корн.
- 31 января — итальянский писатель и драматург Сильвио Пеллико.
- 8 сентября — французский драматург Жак-Франсуа Ансело
- 12 ноября — английский актёр Чарлз Кембл.
- 9 декабря — португальский писатель и драматург Жуан Батишта да Силва Лейтан Алмейда-Гаррет.
- 13 (25) декабря 1854 — грузинский драматург и актёр Зураб Назарович Антонов.
- венгерская актриса Анна Канторне.

## Драматургия и театральная литература
- «Автобиография актрисы» Анны Коры Моуэтт (США).
- «Суд людской — не божий» и «Шуба овечья, душа человечья» (первоначально «Брат и сестра») А. А. Потехина.
- «Свадьба Кречинского» А. В. Сухово-Кобылина (начата в 1852 году, закончена в Тульской тюрьме; поставлена в 1855 году).